# BMW M73
BMW M73 – silnik BMW

## M73 B54
| Liczba cylindrów           | 12 w układzie V 60°                  |
| Średnica cylindrów         | 85 mm                                |
| Skok tłoka                 | 79 mm                                |
| Pojemność                  | 5379 cm3                             |
| Stopień sprężania          | 10,0:1                               |
| Moc maksymalna             | 240 kW lub 326 KM przy 5000 obr./min |
| Obroty maksymalne          | 6000 obr./min                        |
| Maksymalny moment obrotowy | 490 Nm przy 3900 obr./min            |